# StarrBoard
El StarrBoard es un instrumento de cuerda inventado por John D. Starrett y patentado el 23 de julio de 1985.
La ejecución de este instrumento es muy similar en concepto a la del Chapman Stick. A diferencia de la digitación en una guitarra (que necesita la pulsación de cuerdas con una mano y pisarlas con la otra), el StarrBoard solo requiere pisarlas o "trastearlas" usando ambas manos. Por esta razón, permite la ejecución de múltiples notas cualquiera sea la distancia tonal. 
El StarrBoard y Chapman Stick son diferentes desde una perspectiva morfológica: el StarrBoard se toca sobre un soporte como un teclado, en cambio el Chapman Stick se apoya sobre el cuerpo, como una guitarra. Otra diferencia es que los dedos en el StarrBoard se ubican de formas paralela a las cuerdas, en cambio Chapman Stick es de forma perpendicular. Las cuerdas están espaciadas de manera que una octava (13 cuerdas) resulta ser la misma distancia que en un piano estándar, es decir unos 16.5 cm (aprox. 6.5").

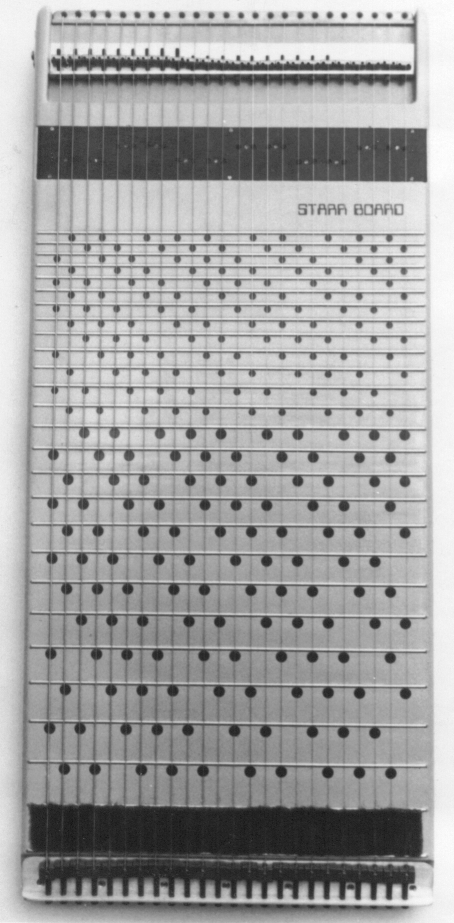
StarrBoard eléctrico de 24 cuerdas
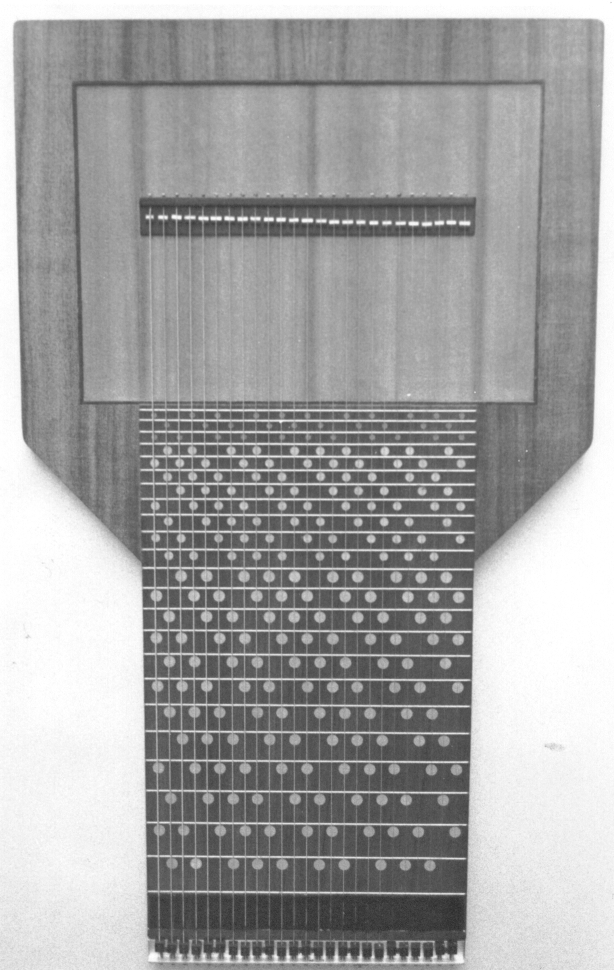
StarrBoard eléctrico de 25 cuerdas

Los trastes del StarrBoard están dispuestos en semitonos, tal como la mayoría de los instrumentos de cuerdas que poseen trastes. Los indicadores de tipo  teclas de piano que están grabados en el diapasón reflejan este sistema de afinación, aunque Starrett experimentó con varios sistemas de afinación microtonal sobre su instrumento a lo largo de los años.
Al menos once StarrBoards fueron fabricados antes que Starrett cesara la producción del instrumento. La mayoría de los StarrBoards fueron eléctricos, aunque al menos uno fue puramente acústico y dos fueron modificados  para procesar electrónicamente las notas y proveer una salida MIDI
El StarrBoard no está siendo actualmente manufacturado, sin embargo, se está fabricando un instrumento derivado de este llamado Harpejji que es muy similar.